# Michel Aris
Michel, Pierre, Joseph Aris, né le 12 mars 1905 à Sainte-Léocadie (Pyrénées-Orientales) et mort le 10 février 1973 à Err (Pyrénées-Orientales), est un homme politique français.

## Biographie

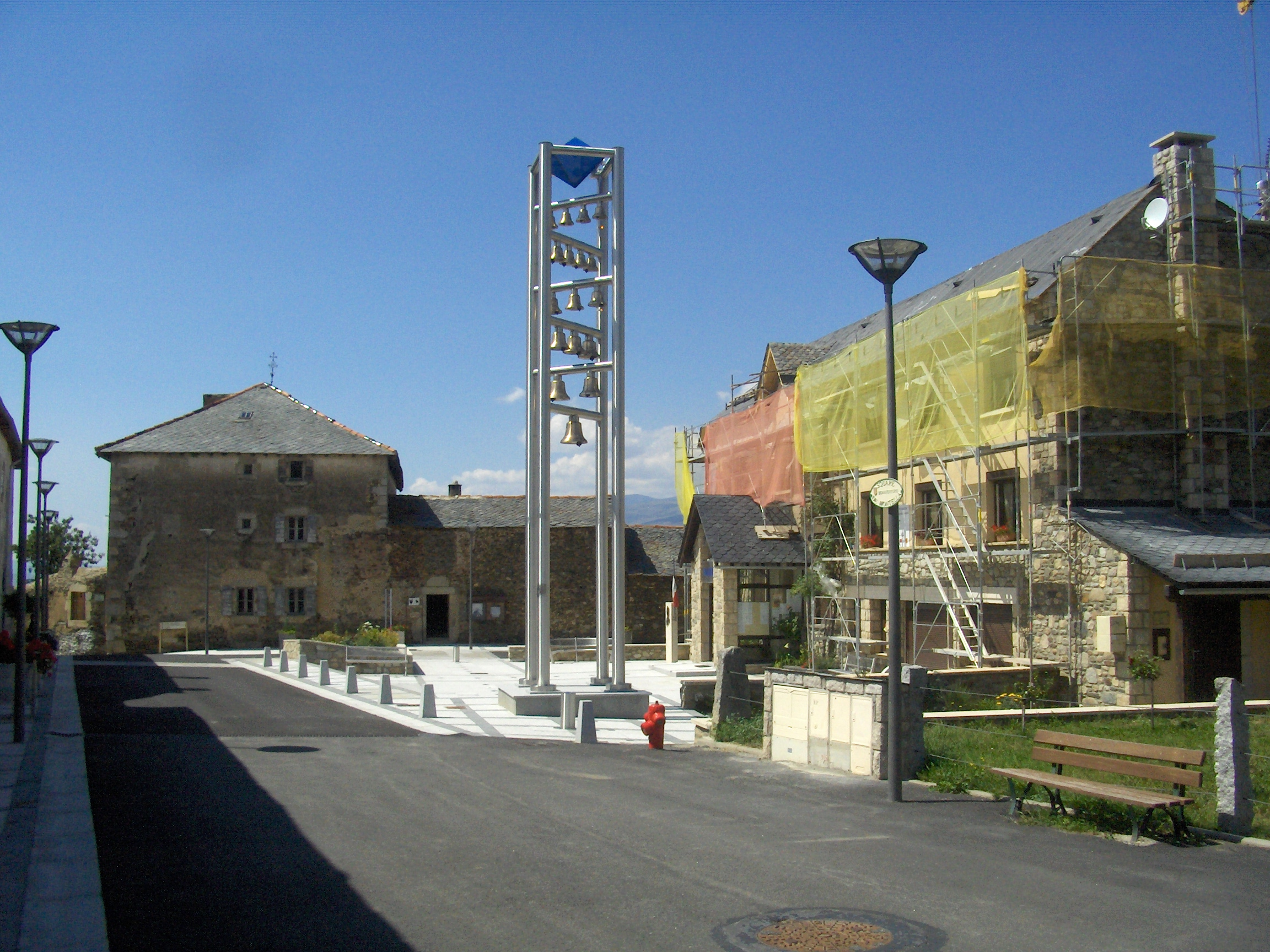
Place Michel Aris à Sainte-Léocadie.

Issu d'une famille aisée de propriétaires terriens de la région Cerdagne, dans le département français des Pyrénées-Orientales son père est maire de la commune de Sainte-Léocadie de 1894 à 1918. Le père et le frère de sa mère sont maires de la commune voisine d'Ur.
Après des études d'agronomie à Montpellier, il reprend la minoterie familiale. Élu en 1929 au conseil d'arrondissement de Prades, il ne peut siéger, étant trop jeune. Son élection est annulée par le préfet. Il est élu à ce poste en 1937. En 1935, il est élu maire de Sainte-Léocadie. Il le reste jusqu'à sa mort, à l'exception de la période 1939-1943 pendant laquelle il est mobilisé pour la seconde Guerre mondiale, puis fait prisonnier. Contrairement à beaucoup d'autres élus de droite de cette région frontalière avec l'Espagne qui, sous l'influence de la Guerre d'Espagne et du général Franco, penchent vers l'extrême droite, Michel Aris reste républicain, ce qui lui permet de poursuivre sa carrière politique à la Libération. En 1951, il est élu conseiller général du canton de Saillagouse. Il est réélu, à chaque fois au premier tour, jusqu'à sa mort en 1973.
Il est à l'initiative de la création de la station de ski Err-Puigmal.
La place principale de Sainte-Léocadie porte son nom.